# Playas de Rosarito (község)
Playas de Rosarito község Mexikó Alsó-Kalifornia államának északnyugati részén. 2010-ben lakossága kb. 91 000 fő volt, ebből mintegy 65 000-en laktak a községközpontban, Playas de Rosaritóban, a többi 26 000 lakos a község területén található 206 kisebb településen élt.

## Fekvése
A Kaliforniai-félsziget északi részén, a Csendes-óceán partján fekvő községre nem jellemzőek a széles partvidéki síkságok, a parthoz közel már hegyek emelkednek, melyek a község területén kicsivel a 700 m-es magasságot is meghaladják, főként a délkeleti részeken. A községközpont és a települések többsége a partvidék északi részén található. A kevés csapadéknak (évi legfeljebb 200–300 mm) köszönhetően nincsenek állandó vízfolyások a területen, csak időszakosak, melyek közül legjelentősebbek az El Aguajito, az El Bajío, az El Ciprés, az El Descanso, az El Mangle, az El Morro, a La Cuca, a La Mentira, a La Mesa Redonda, a La Pila, a La Zorra, a Las Avispas, a La Rinconada, a Rosarito, a San José, a San Pablo, a Seco és a Hierbabuena. A terület kb. 7%-át foglalják el a települések (de ez a szám gyorsan növekszik), 17%-ot hasznosít a mezőgazdaság, a fennmaradó rész leginkább sivatagos, bozótos terület.

## Élővilág
A község egyre terjeszkedő városi területein az élővilág szegényes, de azon kívül sem nagy a fajgazdagság a forró, száraz éghajlatnak köszönhetően. Növényzetére főként a szárazságtűrő bozótok, agávék és kaktuszok (pl. hordókaktuszok) jellemzők, de előfordulnak kicsit magasabb fák, például füzek, nyárak, romerillók, chamizók, jojobák és bodzák is, a partvidékeken pedig mangrovék. Állatvilágából kiemelendőek: a kaliforniai szamárnyúl, az Audubon-vattafarkúnyúl, a prérifarkas, a menyét, a bűzösborzfélék, a sujtásos fütyülőlúd, a nyílfarkú réce, különféle fürjek, galambok, sirályok és pelikánok.

## Népesség
A község lakóinak száma a közelmúltban rendkívül gyorsan növekedett, a változásokat szemlélteti az alábbi táblázat:
| Év   | Lakosság |
| ---- | -------- |
| 1995 | 46 596   |
| 2000 | 63 420   |
| 2005 | 73 305   |
| 2010 | 90 668   |

## Települései
A községben 2010-ben 207 lakott helyet tartottak nyilván, de nagy részük igen kicsi: 125 településen 10-nél is kevesebben éltek. A jelentősebb helységek:
| Település                          | Lakosság (2010) |
| ---------------------------------- | --------------- |
| Playas de Rosarito (községközpont) | 65 278          |
| Ampliación Ejido Plan Libertador   | 5906            |
| Primo Tapia                        | 4921            |
| Ciudad Morelos                     | 2040            |
| Colinas del Sol                    | 1361            |
| Santa Anita                        | 1284            |
| Vista Marina                       | 939             |
| Los Volcanes                       | 783             |
| Misión del Mar 1ra. y 2da. Sección | 663             |
| Ladrillera Pescador                | 636             |
| El Descanso                        | 567             |
| Lomas de Rosarito                  | 560             |
| Real de Rosarito                   | 544             |
| Venustiano Carranza                | 538             |
| Cumbre del Mar                     | 478             |
| Lomas Altas Uno y Dos              | 350             |